# یاندکس
یاندکس (به روسی: Яндекс) یک شرکت فناوری اطلاعات روسی هلندی است که بزرگترین موتور جستجوی وب روسیه و هشتمین موتور جستجوی وب جهان را اداره می‌کند. همچنین این شرکت توسعه دهنده سرویس‌ها و محصولات اینترنتی بسیاری هم بوده‌است. صفحه خانگی Yandex.ru محبوب‌ترین وب سایت در روسیه است.
موتور جست و جو یاندکس از سال ۱۳۹۴ شمسی به مدت هفت سال در ایران فیلتر بود و سرانجام در تاریخ ۲ مرداد ۱۴۰۱ شمسی بعد از گذشت چهار روز از سفر  ولادیمیر پوتین به ایران این موتور جست و جو رفع فیلتر شد. قابل ذکر است که وبگاه رفع فیلتر شده تنها مربوط به دامنه Yandex.ru بوده و دامنه Yandex.com پیش‌تر نیز قابل دسترس بوده است. 

## مرورگر یاندکس
مرورگر یاندکس مرورگر ساخت این شرکت بر پایه کرومیوم است.

## مسابقات الگوریتم یاندکس
این شرکت دارای مسابقات بزرگ برنامه‌نویسی در جهان بوده و هر ساله هزاران نفر از برنامه نویسان در روسیه برای این مسابقات جمع می‌شوند.